# Moraújo
Moraújo este un oraș în statul Ceará (CE) din Brazilia.